# Suances
Suances település Spanyolországban, Kantábria autonóm közösségben. Suances Santillana del Mar, Polanco és Miengo községekkel határos. Lakosainak száma 9092 fő (2024).

## Népesség
A település népessége az elmúlt években az alábbi módon változott:
| Lakosok száma | 6529 | 6906 | 7707 | 8229 | 8451 | 8580 | 8645 | 8782 | 9115 | 9092 |
|               | 2001 | 2004 | 2007 | 2009 | 2012 | 2014 | 2017 | 2019 | 2022 | 2024 |